# Dennistoun Peak
Der Dennistoun Peak ist ein 2315 m hoher Berg der Südalpen in Neuseeland. Er ragt nördlich des Mount D’Archiac und des Godley-Gletschers an der Grenze der Regionen West Coast und Canterbury auf.
Benannt ist der Berg nach James Robert Dennistoun, dem Erstbesteiger des Mount D’Archiac und des Mitre Peak.